# Itagibá
Itagibá es un municipio brasileño del estado de Bahía. 
Inicialmente habitada por indios y posteriormente desforestada, la localidad de Distampina (así llamada originalmente por ser un lugar abierto), perteneció a Itacaré y Ubaitaba y posteriormente a Buena Nueva.

## Geografía
Su población, conforme el IBGE de 2007 es de 15.309 habitantes.
Su principal río es el río del Pescado. Un río eminentemente municipal, naciendo próximo al poblado de Acaraci, en la Sierra de Jaquatirama.